# Prelude-Variations (Smith)
Prelude-Variations is een compositie voor harmonieorkest van de Amerikaanse componist Claude T. Smith. 
Het werk werd op cd opgenomen door het Saar Wind Orchestra - Symphonisches Blasorchester Richlingen-Hanweiler.